# Verdrag van Windsor (1386)

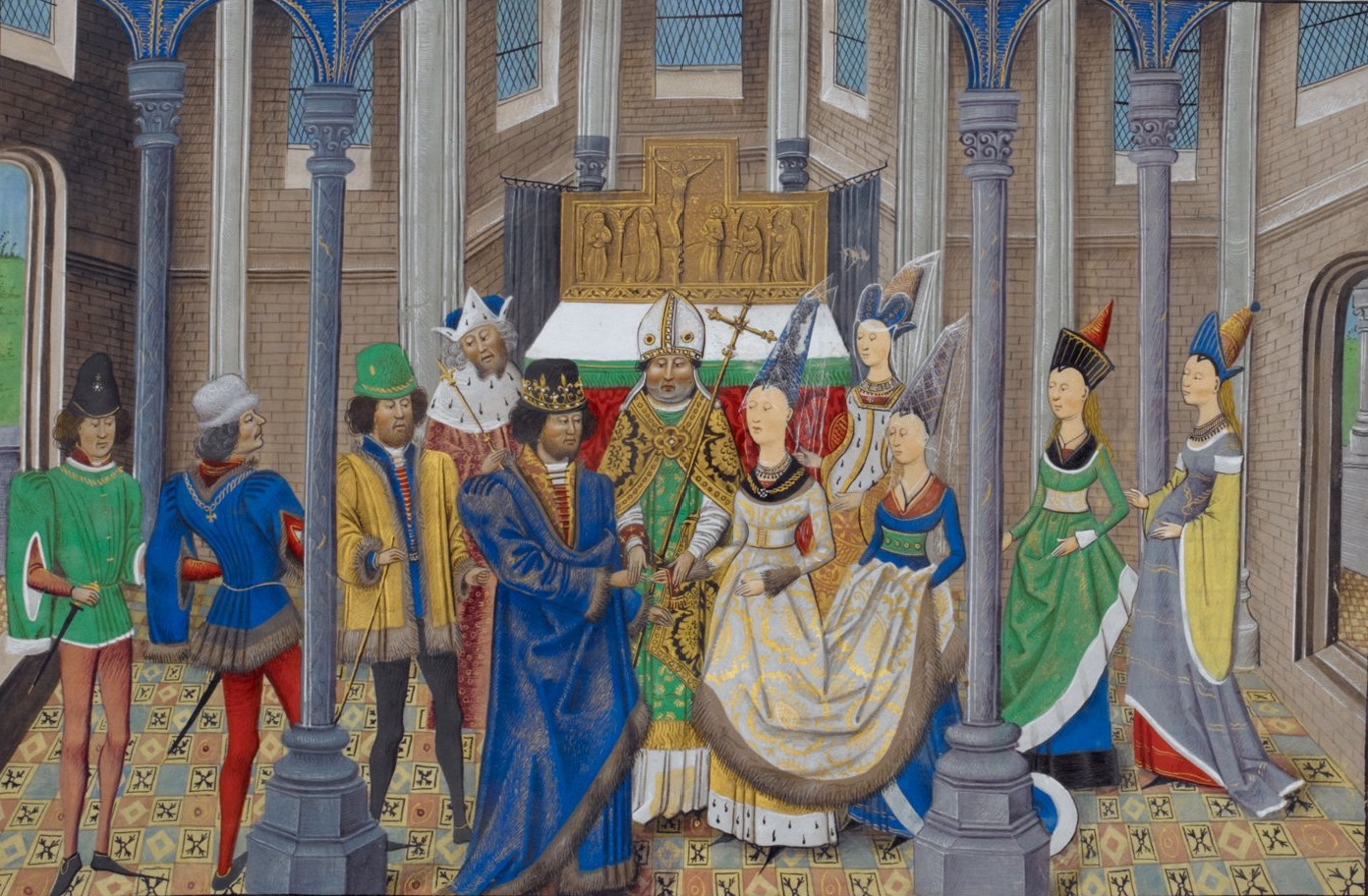
Huwelijk van Johan I, koning van Portugal en Filippa van Lancaster, dochter van Jan van Gent, 1ste hertog van Lancaster.

Het Verdrag van Windsor is de oudste, nog steeds geldende, diplomatieke alliantie ter wereld. De Engels-Portugese Alliantie werd hernieuwd in 1386 met het Verdrag van Windsor en het huwelijk van koning Johan I van Portugal (Huis van Aviz) met Filippa van Lancaster, dochter van Jan van Gent, 1ste  hertog van Lancaster. Door de overwinning in de Slag bij Aljubarrota werd Johan I ontegensprekelijk erkend als koning van Portugal, dit bracht een einde aan het twee jaar durende interregnum van de crisis van 1383-1385. Het duurde nog tot 1411 alvorens de erkenning kwam van Castilië bij de ondertekening van het verdrag van Ayllón. Het Verdrag van Windsor, dat tot op de dag van vandaag actief is, bracht een wederzijdse steun tussen koninkrijk Engeland en koninkrijk Portugal teweeg. Het document wordt bewaard door de Portugese Nationale Archieven.

## Historisch gebruik van het verdrag
Koninkrijk Portugal gebruikte het verdrag in 1640 om de Spaanse koningen (huis Habsburg) te verbannen uit het land.
Gedurende de Zevenjarige Oorlog (1756-1763) waren Portugal en het Verenigd Koninkrijk trouwe bondgenoten.
De twee bondgenoten (Engeland, nu onderdeel van het Verenigd Koninkrijk en Portugal) vochten samen tijdens de oorlog van het schiereiland in 1808-1814, waarbij Britse troepen onder leiding van Arthur Wellesley hielpen om een Franse invasie van Portugal te voorkomen. Door dit succes speelden Britse en Portugese troepen een sleutelrol in de Spaanse bevrijding van Franse bezetting.
De Britse regering stelde in 1890 een ultimatum aan de Portugezen om hen terug te trekken uit delen van centraal zuidelijk Afrika, vandaag ruwweg modern Zimbabwe en Zambia. Dit was in strijd met het verdrag en werd door de Portugezen bestempeld als een schandelijke daad van het Verenigd Koninkrijk tegen hun oudste bondgenoot.
Portugal vocht aan de zijde van de geallieerden in de Eerste Wereldoorlog in overeenstemming met het Verdrag.
Tijdens de Tweede Wereldoorlog riep het Verenigd Koninkrijk opnieuw het verdrag in om te verzekeren dat Portugal de Asmogendheden niet zou steunen. Wat op zich niet noodzakelijk was, gezien eerste minister Salazer een discrete tegenstander was van deze machten en hij er zelfs in slaagde om franquistisch Spanje buiten de oorlog te houden. Daarbovenop gaf de Portugese regering de Azoren in bruikleen aan het Verenigd Koninkrijk, waarop de Geallieerden hier een grote lucht- en zeemachtbasis installeerden. Eerste minister van het Verenigd Koninkrijk Winston Churchill deed hierover volgende uitspraak in het Britse parlement:
"Ik heb een mededeling...voor het Huis, voortvloeiend uit het verdrag tussen dit land en Portugal uit het jaar 1373 tussen Zijne Hoogheid Koning Edward III en Koning Ferdinand en Koningin Eleanor van Portugal." Churchill hield hierop een korte pauze om het jaartal te laten doordringen bij alle Afgevaardigden. Hiermee drong door dat er nooit zo een lang verdrag tussen twee naties is geweest en er waarschijnlijk nooit een langer durend verdrag zal komen, opgezet door de Britse diplomatie.